# الأولمبياد الدولي لعلوم الأرض
الأولمبياد الدولي لعلوم الأرض (IESO)(بالإنجليزية: International Earth Science Olympiad)‏هو مسابقة سنوية في علوم الأرض علم الجيولوجيا والأرصاد الجوية و علوم البيئة و علم الفلك الأرضي لطلاب المدارس الثانوية . وهو واحد من أصل 13 أولمبياد دولي .
حيث يتم ترشيح الفائزين في الأولمبيادات المحلية للمشاركة في (IESO)
و يعتبر هذا الأولمبياد واحد من الأنشطة الرئيسية لمنظمة التعليم الدولي للعلوم الجيولوجية (بالإنجليزية: International Geoscience Education Organization - IGEO)‏

## التاريخ
أنشأت ال IESO بناء على أقتراح ناشطين كوريين في علم الأرض. لتقوم جمعية علوم الأرض الكورية KESS بتنظيم أول أولمبياد لعلوم الأرض في عام 2003. اعتمدت المسابقة لاحقا من قبل منظمة التعليم الدولي لعلوم الأرض IGEO في وقت لاحق من ذلك العام.
في تشرين الثاني 2004، أجتمع ممثلون من عشر دول في العاصمة سول في كوريا الجنوبية لمناقشة مناهج IESO.
ليتم أنشاء اللجنة الاستشارية ل IESO التي تألفت من 9 أعضاء هم :
1. رئيس اللجنة مو يونغ سونغ (بالإنجليزية: Moo Young Song)‏
2. هيندرا اميجايا (بالإنجليزية: Hendra Amijaya)‏
3. روبرتو غريغو (بالإنجليزية: Roberto Greco)‏
4. كين ايتشيرو (بالإنجليزية: Ken-ichiro)‏
5. توماس ريلارد تايلر (بالإنجليزية: Thomas Lorillard Tailer)‏
6. تشانغ تشون الين (بالإنجليزية: Chang Chun-Yen)‏
7. ميغيل كانو (بالإنجليزية: Miguel Cano)‏
8. شانكار (بالإنجليزية: Shankar Rajasekharaiah)‏
9. تشان يونغ كيم (بالإنجليزية: Chan-Jong Kim)‏

وضعت اللجنة أسس ومناهج IESO في عام 2005، وعقدت المسابقة الدولية IESO لأول مرة في تشرين الأول من عام 2007 في دايجو، كوريا الجنوبية، حيث فاز فريق تايبيه الصينية بالمركز الأول برصيد ثلاث ميداليات ذهبية وميدالية فضية واحدة وفاز الفريق الكوري في المركز الثاني برصيد ذهبية واحدة وثلاث ميداليات فضية وفاز فريق الولايات المتحدة في المركز الثالث برصيد فضيتين وبرونزيتين، بينما فاز فريق الهند في المركز الرابع برصيد ميداليتين فضيتين.
أقيم أولمبياد علوم الأرض للمرة الثانية عام (2008) في مانيلا، الفلبين، تحت شعار "Cooptition in Addressing Climate Change" (كلمة "cooptition" تشير إلى مزيج من المنافسة والتعاون). وهدفها هو تعزيز الثقافة حول علوم الأرض والتعاون الدولي في سبيل تخفيف الاضرار الناجمة عن الصناعات البشرية على البيئة.
اقيمت IESO المرة الثالثة في تايبيه الصينية في أيلول من عام 2009 تحت شعار "Human Environment". وأقيمت IESO المرة الرابعة في يوجياكارتا، أندونيسيا في أيلول 2010 تحت شعار "The Present is the key to the Future". وأقيم IESO 2013 في ميسور، الهند وأقيم في عام 2014، في سانتاندر، إسبانيا وتم IESO 2015 في بوكوس دي كالداس، ميناس جيرايس، البرازيل

## قائمة اماكن أنعقاد الأولمبياد IESO
- 2007 –  كوريا الجنوبية
- 2008 –  فلبين
- 2009 –  تايبيه الصينية
- 2010 –  إندونيسيا
- 2011 –  إيطاليا
- 2012 –  اليابان انسحبت بسبب تسونامي آذار 2011 في اليابان
- 2012 –  الأرجنتين[2]
- 2013 –  الهند
- 2014 –  إسبانيا
- 2015 –  البرازيل
- 2016 –  اليابان
- 2017 –  فرنسا
- 2018 –  تايلندا
- 2019 –  كوريا الجنوبية

## وصلات خارجية
- p76.pdf IESO 2007
- IESO 2008
- IESO 2009
- IGEO
- UVM

الموقع الرسمي ل IESO :
- الأولمبياد الدولي لعلوم الأرض